# 1729 w literaturze
Wydarzenia literackie w 1729 roku.

## nowe książki

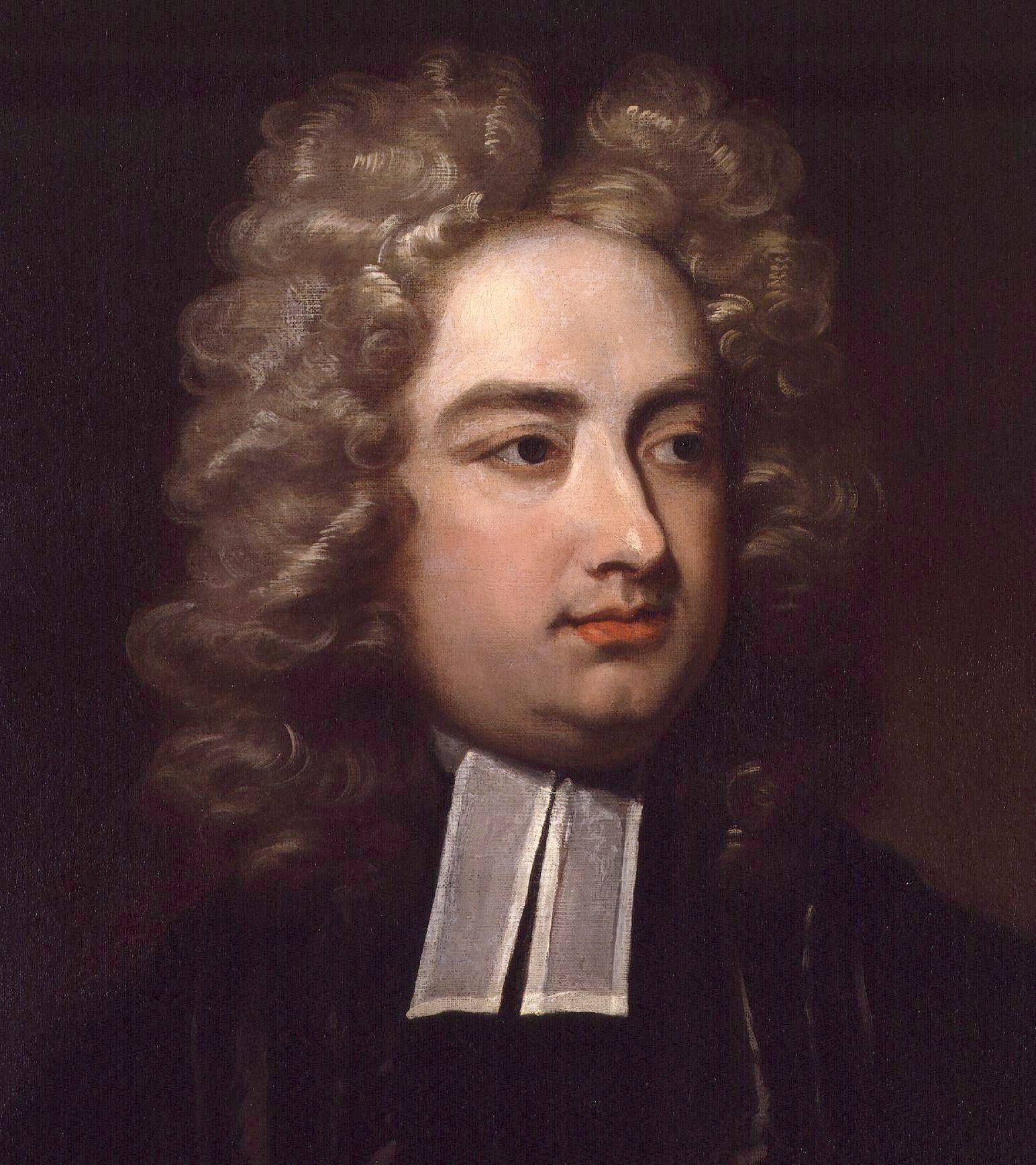
Jonathan Swift

- Jonathan Swift A Modest Proposal